# Sangabasis furcata
Sangabasis furcata là loài chuồn chuồn trong họ Coenagrionidae. Loài này được Brauer mô tả khoa học đầu tiên năm 1868.